# FA Community Shield 2023
Il FA Community Shield 2023 si è disputato il 6 agosto 2023 al Wembley Stadium di Londra.
A sfidarsi sono stati il Manchester City, campione d'Inghilterra in carica e detentore dell'ultima FA Cup, e l'Arsenal, secondo classificato in campionato.
Il trofeo è stato vinto dall'Arsenal, al diciassettesimo successo nella competizione.
La vittoria dell'Arsenal ha impedito al Manchester City di unirsi al Barcellona e al Bayern Monaco nella ristretta cerchia di club aventi realizzato il sextuple: i Citizens, oltre al triplete già conquistato, faranno loro anche la Supercoppa UEFA e la coppa del mondo per club FIFA.

## Partecipanti
| Squadre         | Qualificazione                                                    | Partecipazioni precedenti (il grassetto indica la vittoria)                                                                                   |
| --------------- | ----------------------------------------------------------------- | --- |
| Manchester City | Vincitore della Premier League 2022-2023 e della FA Cup 2022-2023 | 14 (1934, 1937, 1956, 1968, 1969, 1972, 1973, 2011, 2012, 2014, 2018, 2019, 2021, 2022)                                                       |
| Arsenal         | Secondo classificato della Premier League 2022-2023               | 23 (1930, 1931, 1933, 1934, 1935, 1936, 1938, 1948, 1953, 1979, 1989, 1991, 1993, 1998, 1999, 2002, 2003, 2004, 2005, 2014, 2015, 2017, 2020) |

## Tabellino
| Arbitro: | Stuart Attwell (Birmingham) |

|                               |                      |                       |
| Trossard 90+11’               | Marcatori            | 77’ Palmer            |
| Ødegaard Trossard Saka Vieira | Tiri di rigore 4 – 1 | De Bruyne Silva Rodri |

| Arsenal | Manchester City |

| P               | 1            | Aaron Ramsdale     |     |     |
| D               | 4            | Ben White          |     |     |
| D               | 2            | William Saliba     |     |     |
| D               | 6            | Gabriel Magalhães  | 66’ | 87’ |
| D               | 12           | Jurriën Timber     |     | 76’ |
| C               | 41           | Declan Rice        |     | 81’ |
| C               | 5            | Thomas Partey      | 8’  |     |
| C               | 7            | Bukayo Saka        |     |     |
| C               | 8            | Martin Ødegaard    |     |     |
| C               | 11           | Gabriel Martinelli |     | 75’ |
| A               | 29           | Kai Havertz        | 27’ | 87’ |
| A disposizione: |              |                    |     |     |
| P               | 30           | Matt Turner        |     |     |
| D               | 3            | Kieran Tierney     |     | 76’ |
| D               | 15           | Jakub Kiwior       |     |     |
| D               | 16           | Rob Holding        |     |     |
| D               | 18           | Takehiro Tomiyasu  |     |     |
| C               | 10           | Emile Smith Rowe   |     | 87’ |
| C               | 21           | Fábio Vieira       |     | 87’ |
| A               | 14           | Eddie Nketiah      |     | 81’ |
| A               | 19           | Leandro Trossard   |     | 75’ |
| Allenatore:     |              |                    |     |     |
| Mikel Arteta    | Mikel Arteta | Mikel Arteta       | 17’ |     |

| P               | 18 | Stefan Ortega   |     |     |
| D               | 2  | Kyle Walker     |     |     |
| D               | 5  | John Stones     |     |     |
| D               | 3  | Rúben Dias      |     |     |
| D               | 25 | Manuel Akanji   |     |     |
| C               | 16 | Rodri           |     |     |
| C               | 8  | Mateo Kovačić   |     | 64’ |
| C               | 20 | Bernardo Silva  |     |     |
| C               | 19 | Julián Álvarez  | 31’ |     |
| C               | 10 | Jack Grealish   |     | 58’ |
| A               | 9  | Erling Haaland  |     | 64’ |
| A disposizione: |    |                 |     |     |
| P               | 31 | Ederson         |     |     |
| D               | 14 | Aymeric Laporte |     |     |
| D               | 21 | Sergio Gómez    |     |     |
| D               | 82 | Rico Lewis      |     |     |
| C               | 4  | Kalvin Phillips |     |     |
| C               | 17 | Kevin De Bruyne |     | 64’ |
| C               | 47 | Phil Foden      |     | 58’ |
| C               | 80 | Cole Palmer     |     | 64’ |
| C               | 87 | James McAtee    |     |     |
| Allenatore:     |    |                 |     |     |
| Pep Guardiola   |    |                 |     |     |